# 盧劭暐
盧劭暐（1962年—），中華民國畫家，中華民國油畫學會會員。畢業於國立臺灣藝術大學，擅長油畫（師承劉煜）、攝影、版畫、插畫等等。作品中最受矚目的有：房子系列、戲劇系列、兒童系列。盧劭暐自幼學習音樂（小提琴及中提琴），其作品呈現強烈音樂性及動態性。高中即接觸攝影，後師承林慶雲，近年來多利用其攝影專長反映環保議題並推展美術攝影

## 外部連結
- 盧劭暐的Facebook專頁（繁體中文）
- 桃園網路美術館 （页面存档备份，存于）